# ZIL-133
ZIL-133 é um caminhão soviético/russo de 3 eixos produzido pela ZIL (Zawod Imeni Lichatschowa) em Moscou de 1975 a 2000. Os primeiros protótipos foram desenvolvidos no início dos anos 1970 na União Soviética. Ele foi concebido como uma versão de 3 eixos do ZIL-130 com uma carga útil maior.

## História
Embora o desenvolvimento de um caminhão com base no ZIL-130 com uma carga útil de 8 toneladas e configuração de chassi 6×4 tenha começado no início da década de 1960 e os primeiros protótipos tenham sido finalizados em 1966, a produção em série foi adiada muitas vezes e começou apenas em meados da década de 1970. O primeiro motor a gasolina foi desenvolvido com base no motor ZIL-130 e tem 140 kW de potência com um torque de 441 Nm a 3800–3900 rpm, taxa de compressão de 7,5 e capacidade cúbica de 6 litros. No entanto, a necessidade de tal família de caminhões estava em questão devido à introdução da nova fábrica da Kamaz, onde a produção de uma nova geração de caminhões com motores a diesel modernos e construção cabover foi planejada.
No entanto, em 1975, foi tomada a decisão de iniciar a produção da primeira modificação ZIL-133G1. O caminhão se tornou o maior caminhão civil movido a gasolina na União Soviética. Após uma modificação em 1979 e a renomeação para ZIL-133G2, a carga útil máxima aumentou de 8 para 10 toneladas.
Os números de produção das primeiras modificações foram baixos. Especialmente, por causa do desenvolvimento paralelo de uma modificação com o motor diesel Kamaz-740 que posteriormente recebeu o índice ZIL-133GYa e foi produzido desde 1979. A principal característica desta modificação foi um "nariz" mais longo em comparação com os modelos movidos a gasolina devido às maiores dimensões do motor. O novo motor tinha uma potência de 154 kW e era mais eficaz em comparação com o ZIL-133G2 movido a gasolina. O consumo de combustível foi reduzido de 2,07 km/L para 3,7 km/L a uma velocidade média de 60 km/h, então a decisão de tirar o ZIL-133G2 de produção já foi tomada em 1983.
O número de produção aumentou muito e o novo ZIL-133GYa se tornou uma alternativa completa de tração dianteira para os novos caminhões KamAZ cabover. A produção na fábrica da ZIL em Moscou continuou até 1992, em outras fontes até 1994. A maioria dos veículos produzidos tinha um chassi simples, preparado para instalação de diferentes construções como guindastes ou equipamentos de incêndio e menos frequentemente para uma plataforma. Depois, o modelo foi modernizado novamente e recebeu a cabine da nova linha de caminhões ZIL-4331 e o índice ZIL-133G40. Com um novo sistema de indexação ZIL-630900, novo motor YaMZ-236A-1, nova caixa de câmbio YaMZ-238L ou SAAZ-54232A-1700010-20/30, o caminhão foi produzido até 2002. Ele foi então substituído pelo sucessor ZIL-6309N0 com o motor YaMZ-236NE2 que estava em conformidade com os regulamentos de emissões Euro II.

## Características construtivas
Devido à sua unificação com o ZIL-130, há apenas algumas diferenças construtivas. Uma das principais diferenças técnicas é o eixo de direção com uma viga reta, dois eixos acionados, dos quais primeiro carrega o diferencial central com um bloqueio manual, bem como uma estrutura estendida com separação de longarina modificada.

## Modificações
Como é típico dos veículos soviéticos, existiam muitas modificações do ZIL-133 que foram construídas para fins operacionais especiais, como caminhões de bombeiros, guindastes e veículos agrícolas.
- ZIL-133 – caminhão com base média, equipado com motor a gasolina ZIL-133. Não produzido em série.
- ZIL-133B – basculante de base curta. Não produzido em série
- ZIL-133V – modificação tratora. Apenas alguns veículos foram produzidos
- ZIL-133G – desenvolvimento adicional da versão ZIL-133 com uma base mais longa, um tanque de combustível e uma plataforma com duas placas laterais
  - ZIL-133G1 – modificação unificada do ZIL-133G com dois tanques de combustível, três painéis laterais e cargas úteis máximas de 8 toneladas.
  - ZIL-133G2 – ZIL-133G1 melhorado com uma carga útil de 10 toneladas e peso total de 17,1 toneladas. Eles foram equipados com um motor a gasolina V8 de 110 kW e produzidos de 1977 a 1979
- ZIL-133D – basculante de base curta
  - ZIL-133D1 – versão simplificada do ZIL-133D
- ZIL-144N- veículo agrícola com pneus arqueados
- ZIL-133GYa – Modificação do ZIL-133G2 com motor diesel KamAZ-740
- ZIL-133VYa – trator e basculante com motor diesel KamAZ-740
  - ZIL-E133VYaT – trator com motor turbo diesel de 190 kW KamAZ-7403. Não produzido em série
- ZIL-133G40 – desenvolvimento posterior do ZIL-133GYa com a cabine do ZIL-4331 e motores diesel ZIL-6454/ZIL-645/Caterpillar 3116. Foi produzido de 1992 a 1999.
- ZIL-133G42 – chassi especial para guindastes com cabine da família de caminhões ZIL-4331 e motor ZIL-6454. Foi produzido de 1992 a 1999.
- ZIL-133D42 – basculante com cabine da família de caminhões ZIL-4331 e motor ZIL-6454. Foi produzido de 1992 a 1999.
- ZIL-13305A – trator com cabine estendida da família de caminhões ZIL-4331 e motor ZIL-6454. Foi produzido de 1993 a 1999.
- ZIL-133G2A – modificação do ZIL-133G2 com cabine da família de caminhões ZIL-4331 e motor a gasolina ZIL-508.10. Foi produzido de 1993 a 1995.
- ZIL-133G2B – chassi com cabine da família de caminhões ZIL-4331 e motor a gasolina ZIL-508.10. Foi produzido de 1993 a 1995.
- ZIL-133D52 – basculante com cabine da família de caminhões ZIL-4331 e motor a gasolina ZIL-508.10. Foi produzido de 1993 a 1995.
- ZIL-451400 – basculante com carroceria da NefAZ. Foi produzido de 1997 a 1999.
- ZIL-630900 – desenvolvimento posterior do ZIL-133G40 com o motor YaMZ-236A. Foi produzido de 1999 a 2002.
- ZIL-640900 – trator com motor YaMZ-236A. Foi produzido de 1999 a 2002.
- ZIL-6309N0 – desenvolvimento posterior do ZIL-630900 com o motor YaMZ-236NE2 (em conformidade com Euro II). Foi produzido de 2002 a 2005.
- ZIL-6309N2 – chassis para guindastes com motor YaMZ-236NE2 (em conformidade com Euro II). Foi produzido de 2002 a 2005.
- ZIL-45222 – basculante com motor YaMZ-236NE2 (em conformidade com Euro II) e carroceria da MMZ. Foi produzido de 2002 a 2005.
- ZIL-630980 – modificação do ZIL-6309N0 com cabine do Zil-433180 e motor MMZ D-260.E3. Apenas um veículo foi construído em 2008.

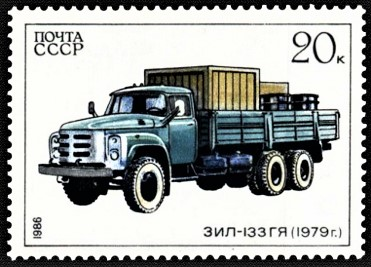
ZIL-133GYa em um selo soviético
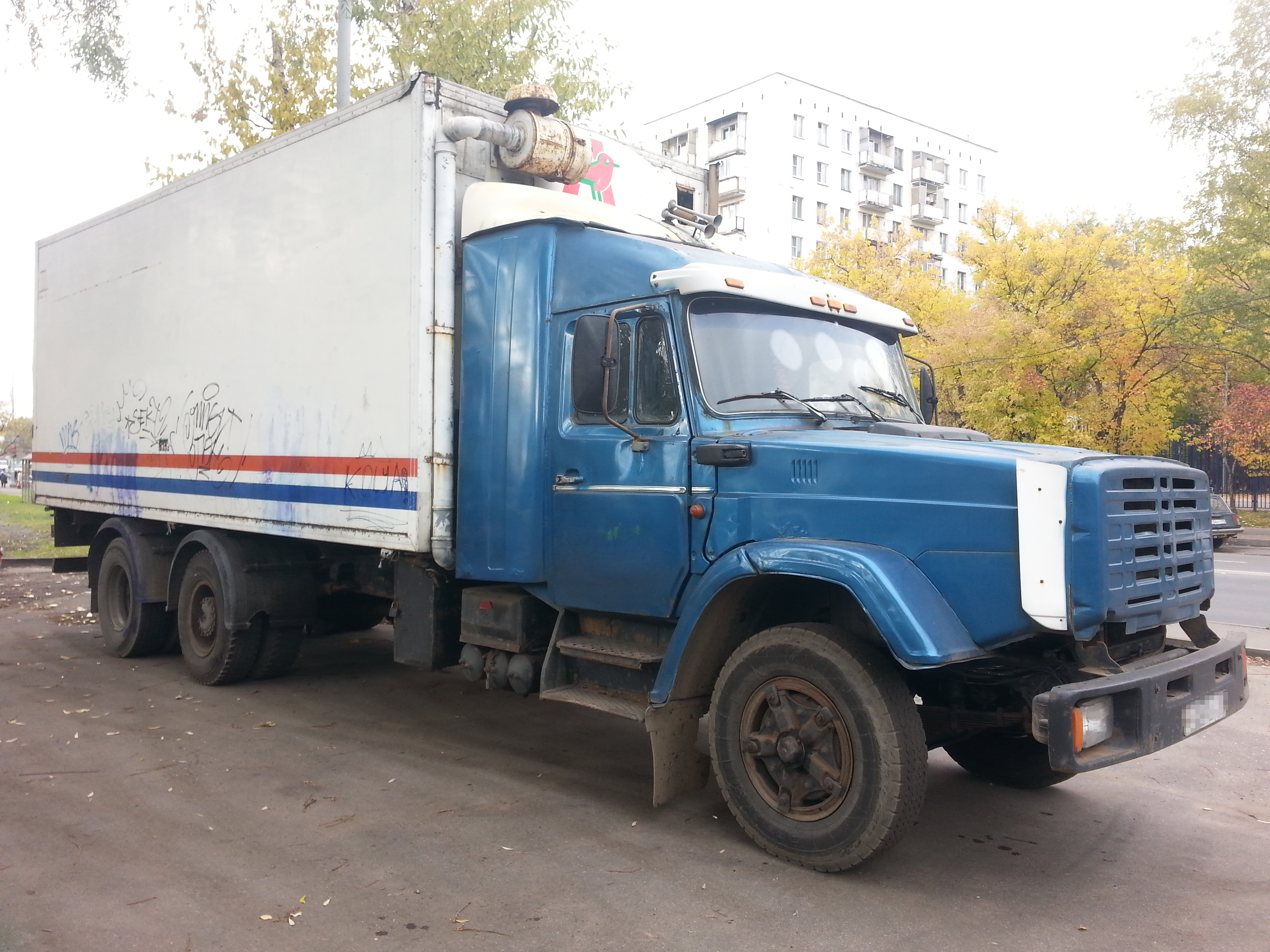
ZIL-133G40 com design de cabine mais moderno em Moscou

## Veículos especiais

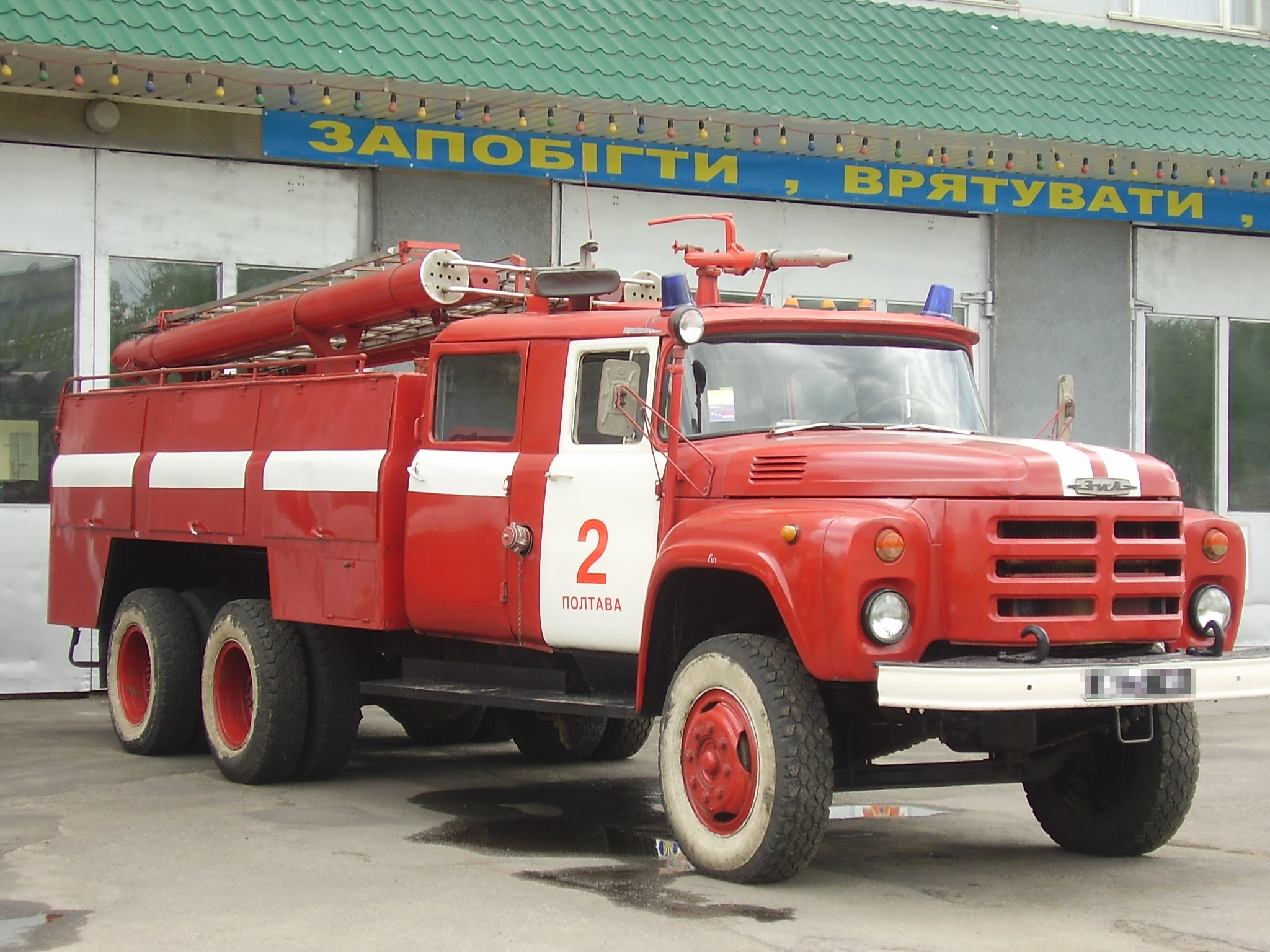
AZ-40133GYa-181A

- KSA-7 – espalhador agrícola especial sobre chassi ZIL-133G1 com carga útil de 7 toneladas e pneu arqueado no eixo traseiro.[2]
- KS-3575A – um caminhão guindaste amplamente utilizado na União Soviética.[2]
- AZ-40133G2-181/AZ-40133GYa-181A – caminhão de bombeiros com tanque de água
- AL-45133GYaPM-501 – caminhão de bombeiros com escada giratória
- AKT-2.5/3133GYa-197 – caminhão de bombeiros especial
- ZB-1591B1 – betoneira
- ZMU-8 – espalhador agrícola de fertilizantes minerais[2]
- ASP-15 – tanque de água com descarregador pneumático e volume de 15000 L
- AGP-28 – elevador
- KAvZ-59821 – transportador de cavalos[2]
- DISA-6938 – transportador de dinheiro